# Polüainosz (történetíró)
Polüainosz (ógörögül: Πολύαινος, latinul: Polyaenus), (2. század) görög történetíró.

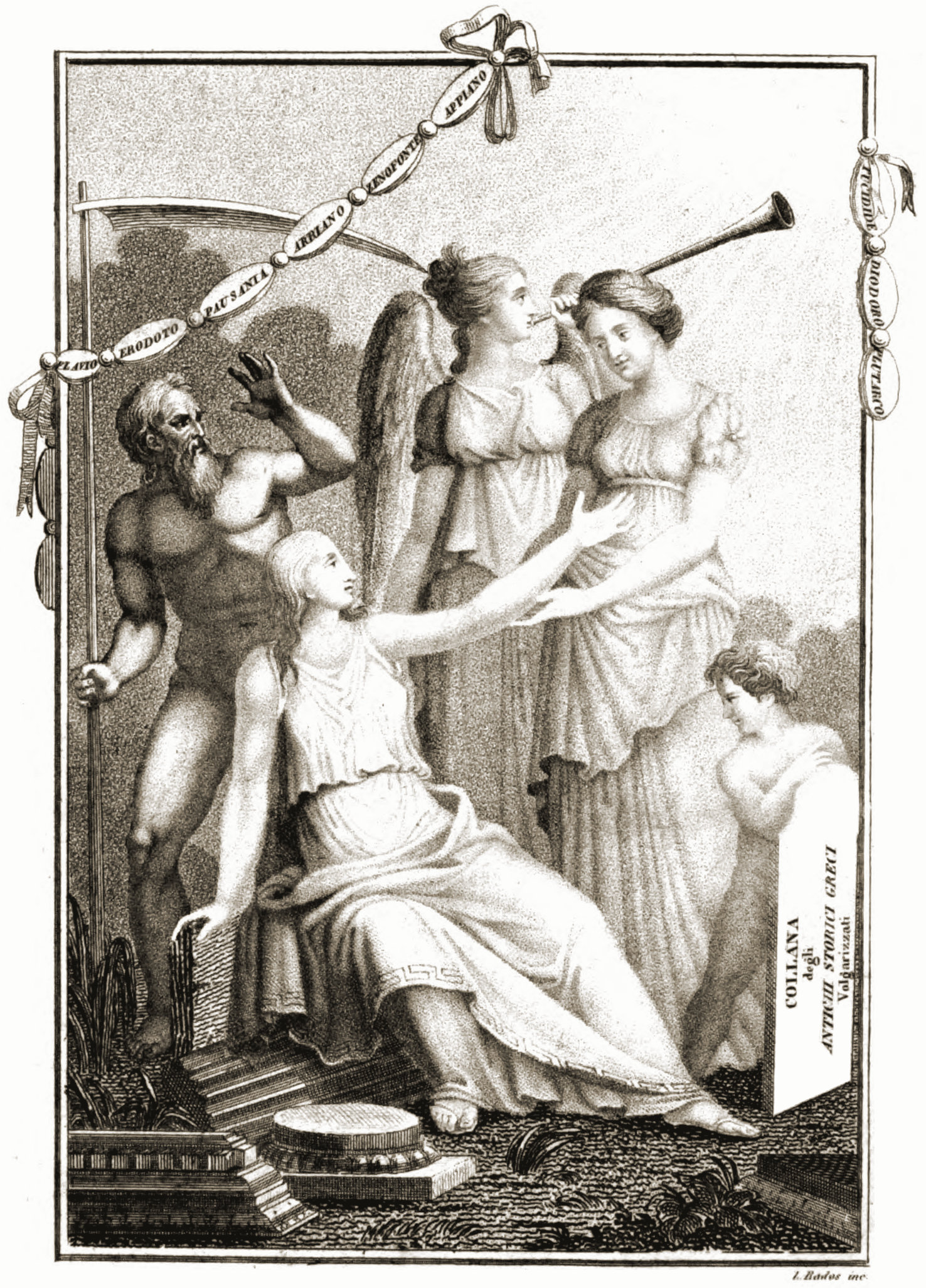
A sztratégémata illusztrációja, Lelio Carani, 1821

Makedóniában született, Rómában volt rétor Marcus Aurelius és Lucius Verus császárok idejében. Nekik ajánlotta hadi cselekről (sztratégémata) szóló, nyolc könyvből álló művét, mikor háborút viseltek a parthusok ellen (Kr. u. 162–165-ben), melyben ő, mint előszavában mondja, előrehaladott kora miatt nem vehetett részt. Műve épségben maradt ránk, csak a 6. könyv egy része és a 7. vége hiányzik. Körülbelül 900 hadicselt sorol fel, példáit elsősorban a görög történelemből veszi, a latinban már kevésbé járatos. A 4. könyvben a makedónok, a 6. könyvben a barbárok hadi cseleiről szól, a rómaiaknak csak a 8. könyv első részét (c. 1–25) szenteli, a második részben az asszonyok hadi cseleit említi. Módszere inkább az elméskedő rétorhoz, mint komoly történetíróhoz illik. Munkája általában véve nagyon felületes; forrásai a hasonló gyűjteményeken kívül valószínűleg csak a leghasználatosabb történeti kézikönyvek (pl. az Euphorusé) voltak. A görög szöveget legelőször J. Cassaubonus adta ki (Lugdani Batavorum, 1589, jegyzetekkel), a latin fordítás már előbb megjelent Justus Vulteiustól, Basiliae, 1549).